# Defendente z Teb
Defendente z Teb (ur. w Tebach w Egipcie, zm. ok. 286 w Agaunum lub Marsylii) – według tradycji rzymski żołnierz legendarnej Legii Tebańskiej, męczennik chrześcijański i święty Kościoła katolickiego.
Jego kult, potwierdzony w 1328 roku, rozpowszechniony był w północnej Italii. Czczono go w Chivasso, Casale Monferrato, Novara i Lodi.
Włoski malarz Defendente Ferrari (zm. 1540), urodzony w Chivasso, został ochrzczony tym imieniem na cześć świętego.
Defendente z Teb jest patronem włoskiego miasta Romano di Lombardia. Kościoły jego imienia znajdują się w Solto Collina, Clusone i Invorio.
Jego wspomnienie liturgiczne w Kościele katolickim obchodzone jest 2 stycznia. W Marsylii wspomina się świętego 25 września. Niewykluczone, że chodzi o różne postaci.